# Bathyepsilonema anulosum
Bathyepsilonema anulosum is een rondwormensoort uit de familie van de Epsilonematidae. De wetenschappelijke naam van de soort is voor het eerst geldig gepubliceerd in 1992 door Verschelde & Vincx.